# Souimanga oreillard
Espèce
Statut de conservation UICN

 LC  : Préoccupation mineure
Le Souimanga oreillard (Aethopyga bella) est une espèce de passereaux de la famille des Nectariniidae.
Il est endémique des Philippines.

## Habitat
Il peuple les forêts tropicales humides de plaine et de montagne, du niveau de la mer jusqu'à 2 000 m d'altitude.

## Répartition et sous-espèces
Selon la classification de référence du Congrès ornithologique international (15.1, 2025) :
- A. b. flavipectus Ogilvie-Grant, 1894 — Luçon (nord) ;
- A. b. minuta Bourns & Worcester, 1894 — Luçon, Polillo, Mindoro et Marinduque ;
- A. b. rubrinota McGregor, 1905 — Lubang ;
- A. b. bella Tweeddale, 1877 — Visayas orientales et Mindanao ;
- A. b. bonita Bourns & Worcester, 1894 — Visayas occidentales ;
- A. b. arolasi Bourns & Worcester, 1894 — archipel de Sulu ;